# Getingblomflugor
Getingblomflugor (Chrysotoxum) är ett släkte i familjen blomflugor. 

## Kännetecken
Blomflugorna i detta släkte tillhör de större bland blomflugorna, oftast mellan 10 och 16 millimeter. De är tecknade i gult och svart som gör dem mycket lika sociala getingar (mimikry). Deras antenner är långa och svarta. Bakkroppen har en svart grundfärg och ett antal avbrutna gula band. För artbestämning ska man särskilt titta på utformningen av det gula mönstret på bakkroppen. Andra detaljer som är viktiga för artbestämningen är antennsegmentens storlek, färgen på låren samt behåringen på ögon, ryggsköld och skutell.

## Levnadssätt
Getingblomflugorna trivs bäst på öppna marker i anslutning till skog eller glest bevuxen skog, även hyggen. Larverna lever på bladlöss, troligtvis på rötter eller marknära växter.  

## Utbredning
Getingblomflugorna har i huvudsak palearktisk utbredning.  Totalt finns det i världen cirka 90 arter. I Sverige finns 10 arter varav några väldigt sällsynta. I Europa finns drygt 20 arter. En del arter har blivit mycket sällsynta ända sedan 1800-talet på grund av ändrad markanvändning.

## Systematik

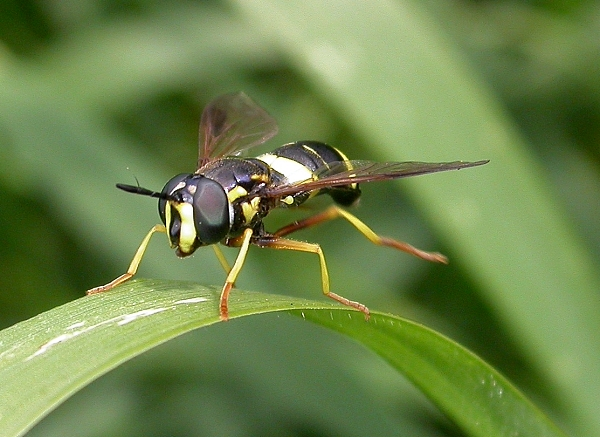
Tvåbandad getingfluga (C. bicinctum)

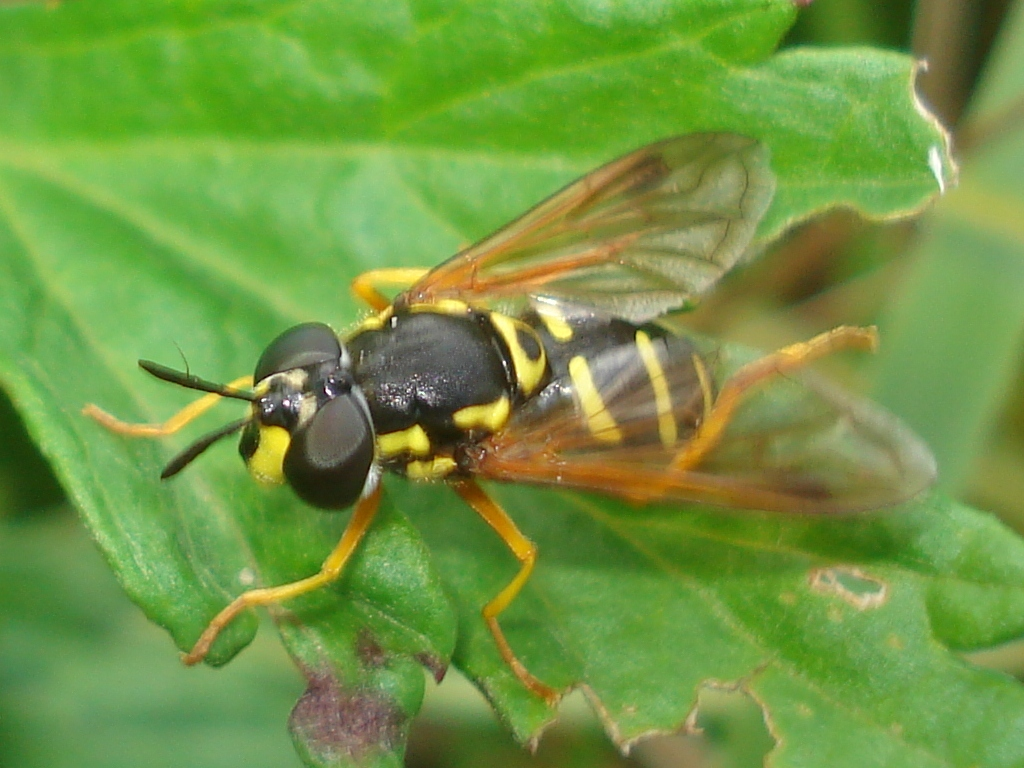
Ängsgetingfluga (C. festivum)

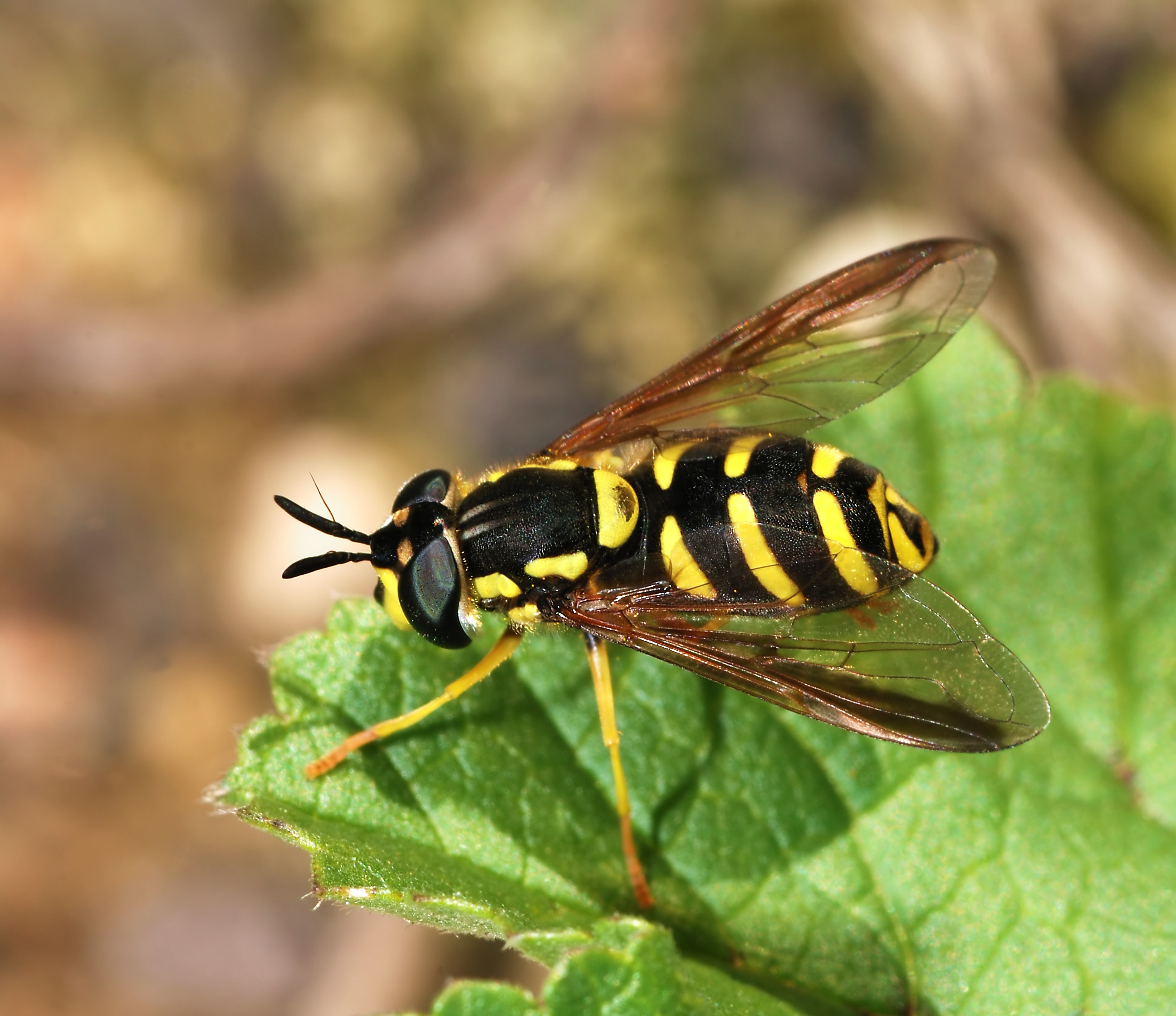
C. intermedium

### Arter iNorden
- Välvd getingfluga C. arcuatum (Linnaeus, 1758)
- Tvåbandad getingfluga C. bicinctum (Linnaeus, 1758)
- Klaffgetingfluga C. cautum (Harris, 1776)
- Praktgetingfluga C. elegans Loew, 1841
- Större getingfluga C. fasciolatum (De Geer, 1776)
- Ängsgetingfluga C. festivum (Linnaeus, 1758)
- Smal getingfluga C. lineare (Zetterstedt, 1819)
- Åttafläckig getingfluga C. octomaculatum Curtis, 1837
- Vårgetingfluga C. vernale Loew, 1841
- FältgetingflugaC. verralli Collin, 1940

### Övriga arter (urval)
| - C. amurense Violovitsh, 1973 - C. asiaticum Becker, 1921 - C. bactrianum Violovitsh, 1973 - C. bajkalicum Violovitsh, 1973 - C. caucasicum Sack, 1930 - C. chakassicum Violovitsh, 1975 - C. chinook Shannon, 1926 - C. cisalpinum Róndani, 1845 - C. coreanum Shiraki, 1930 - C. derivatum Walker, 1849 - C. fasciatum (Müller, 1764) - C. flaveolum Violovitsh, 1973 - C. flavifrons Macquart, 1842 - C. fratellum Shannon, 1926 - C. gracile Becker, 1921 - C. graciosum Violovitsh, 1975 - C. grande Matsumura, 1911 - C. hameleon Violovitsh, 1973 - C. impressum Becker, 1921 - C. intermedium Meigen, 1822 - C. kozhevnikovi Smirnov, 1925 - C. kozlovi Violovitsh, 1973 - C. lanulosum Violovitsh, 1973 - C. laterale Loew, 1864 - C. latifasciatum Becker, 1921 - C. lessonae Giglio-Tos , 1890 | - C. lydiae Violovitsh, 1964 - C. montivagum Violovitsh, 1973 - C. parmense Róndani, 1845 - C. parvulum Violovitsh, 1973 - C. perplexum Johnson, 1924 - C. przewalskyi Portschinsky, 1887 - C. pubescens Loew, 1864 - C. radha Violovitsh, 1971 - C. radiosum Shannon, 1926 - C. rhodopense Drensky, 1934 - C. robustum Portschinsky, 1887 - C. rossicum Becker, 1921 - C. rubzovi Violovitsh, 1973 - C. sackeni Giglio-Tos, 1890 - C. sapporense Matsumura, 1916 - C. sibiricum Loew, 1856 - C. skufjini Violovitsh, 1973 - C. stackelbergi Violovitsh, 1953 - C. stenolomum Violovitsh, 1973 - C. subbicinctum Violovitsh, 1956 - C. testaceum Sack, 1913 - C. triarcuatum Macquart in Webb & Berthelot, 1839 - C. verae Violovitsh, 1973 - C. villosulum Bigot, 1883 - C. willistoni Curran, 1924 - C. ypsilon Williston, 1887 |

## Etymologi
Chrysotoxum betyder guldbåge på grekiska.